# 宝蓮寺 (江東区)
寳蓮寺（ほうれんじ）は、東京都江東区にある真言宗智山派の寺院。

## 概要
1303年（嘉元元年）、俊鑁によって開山された。
本尊は虚空蔵菩薩で、「江戸三大虚空蔵」として有名であった。墨田区の吾嬬神社の旧別当寺でもあった。

## 墓所
- 二代目歌川国輝（浮世絵師）
- 正木ひろし（反骨の弁護士）

## 交通アクセス
- 亀戸駅より徒歩7分。